# 杨松 (1974年)
杨松 (1974年5月—)，农药学专家，中华人民共和国教育部长江学者特聘教授，贵州大学教授，主要从事新药创制和可再生能源研究工作。

## 荣誉
- 教育部新世纪优秀人才
- 贵州省省管专家
- 中国国务院特殊津贴获得者
- 中国教育部科技进步奖